# گوستاو مارتزی
گوستاو مارتزی (ایتالیایی: Gustavo Marzi؛ ۲۵ نوامبر ۱۹۰۸ – ۱۴ نوامبر ۱۹۶۶) شمشیرباز اهل ایتالیا بود.
وی در مسابقات کشوری و بین‌المللی در مجموع برندهٔ ۲ مدال طلا، ۵ مدال نقره شده‌است.